# Hiltermannella
Hiltermannella es un género de foraminífero bentónico de la subfamilia Siphogenerinoidinae, de la familia Siphogenerinoididae, de la superfamilia Buliminoidea, del suborden Buliminina y del orden Buliminida. Su especie tipo es Hiltermannia kochi. Su rango cronoestratigráfico abarca el Maastrichtiense medio (Cretácico superior).

## Discusión
Clasificaciones previas incluían Hiltermannella en el suborden Rotaliina del orden Rotaliida.

## Clasificación
Hiltermannella incluye a las siguientes especies:
- Hiltermannella kochi